# Jesús Mario Merino Salvador
Jesús Mario Merino Salvador (nacido el 22 de septiembre de 1981) es un futbolista español. Mario juega actualmente como defensa en el Alicante CF.

## Clubes
| Club         | País              | Año       |
| ------------ | ----------------- | --------- |
| Málaga B     | Bandera de España | 2002-2004 |
| UD Salamanca | Bandera de España | 2004-2007 |
| Alicante CF  | Bandera de España | 2007-2008 |

- Datos: Q5930339